# Göbekli Tepe
Göbekli Tepe (en turco: Colina panzuda o también llamada Colina del Ombligo) es un antiguo edificio que se levanta en el punto más alto de una extensa cadena montañosa situada a unos 15 kilómetros al nordeste de la ciudad de Sanliurfa (antigua Urfa/Edesa), en el sudeste de Turquía, cerca de la frontera con Siria. El lugar, que actualmente está siendo excavado por arqueólogos turcos y alemanes, fue levantado en el X milenio a. C. (entre 9600 y 8200 a. C.). Sin que se sepa el motivo, todo este complejo de piedras, pilares y esculturas fue deliberadamente enterrado sobre el 8000 a. C., y permaneció olvidado durante unos 10 000 años. Juntamente con Nevalı Çori, este yacimiento ha revolucionado la comprensión del Neolítico euroasiático. Contiene el complejo megalítico más antiguo que se conoce hasta hoy, construido seis mil años antes que el monumento de Stonehenge. Se lo considera el templo o santuario más antiguo del mundo, donde pudo nacer «la conciencia de lo sagrado» que dio paso a «la chispa de la civilización».
El sitio se utilizó en los albores del período Neolítico, que en el suroeste de Asia marca la aparición de los asentamientos humanos permanentes más antiguos del mundo. Los prehistoriadores vinculan esta revolución neolítica con el advenimiento de la agricultura, pero no están de acuerdo sobre si la agricultura hizo que la gente se estableciera o viceversa, ya que Göbekli Tepe es un complejo monumental construido en la cima de una montaña rocosa, lejos de fuentes conocidas de agua y que hasta la fecha no ha producido evidencia clara de cultivo agrícola, lo que ha jugado un papel destacado en el debate. El excavador original del sitio, el arqueólogo alemán Klaus Schmidt, lo describió como el «primer templo del mundo: un santuario utilizado por grupos de nómadas cazadores-recolectores de una amplia zona, con pocos o ningún habitante permanente. Otros arqueólogos cuestionaron esta interpretación argumentando que la evidencia de la falta de agricultura y de una población residente estaba lejos de ser concluyente. Investigaciones recientes también han llevado a los excavadores actuales de Göbekli Tepe a revisar o abandonar muchas de las conclusiones que sustentan la interpretación de Schmidt.
En 2018 el sitio fue designado por la UNESCO Patrimonio de la Humanidad.

## Descubrimiento
Göbekli Tepe está situado en el sudeste de Turquía. Fue señalado ya en una prospección estadounidense en 1965, cuando reconocieron que la colina podía no ser enteramente natural, pero dieron por supuesto que debajo yacía un cementerio bizantino.
En 1994 el arqueólogo alemán Klaus Schmidt se encontraba realizando un reconocimiento de los sitios arqueológicos de la región. Según Schmidt, los fragmentos de piedra que se encontraban en la superficie de Göbekli Tepe lo llevaron a deducir inmediatamente que aquel era un sitio prehistórico, no medieval como se pensaba anteriormente. Previamente, la colina había sido cultivada durante generaciones y los habitantes locales habían retirado las rocas, apilándolas en montones para despejar sus campos; muchas evidencias arqueológicas han podido ser destruidas durante este proceso.
Desde 1994 las excavaciones han sido dirigidas por el Instituto Arqueológico Alemán y los científicos turcos del Museo de Sanliurfa, bajo la dirección de Klaus Schmidt. Investigadores de la Universidad de Karlsruhe comenzaron a documentar los vestigios arquitectónicos y pronto descubrieron las columnas en forma de T, algunas de las cuales han sufrido aparentemente intentos de destrucción. Después del fallecimiento de Schmidt en 2014, el profesor Ricardo Eichmann, del Instituto Arqueológico Alemán, asumió la dirección de las excavaciones.

## Descripción del complejo

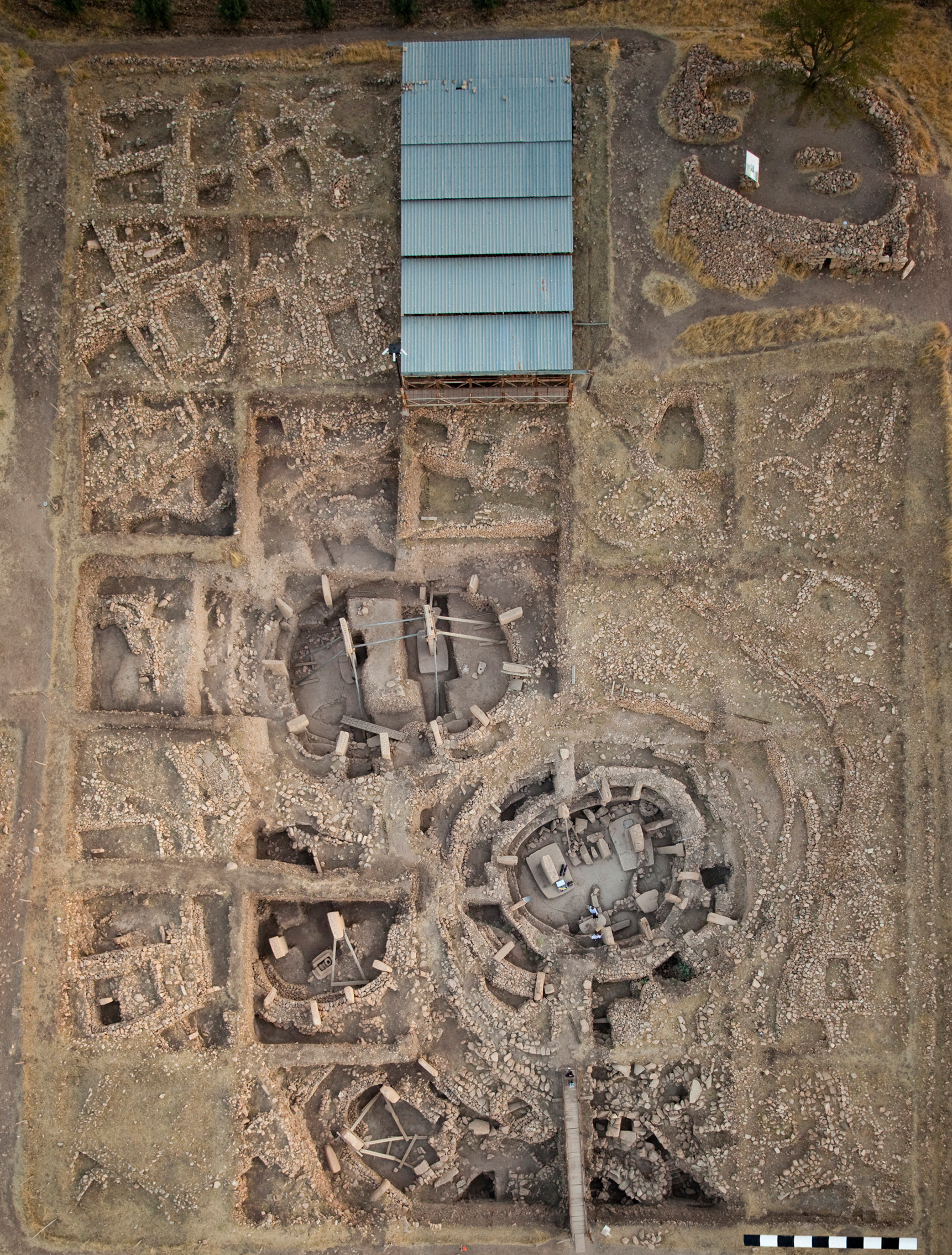
Fotografía aérea mostrando las principales áreas de excavación del yacimiento (2019).

Göbekli Tepe es el lugar de culto religioso más antiguo del mundo descubierto hasta ahora. Hasta que las excavaciones comenzaron no se consideraba posible un complejo de este tamaño para una comunidad tan antigua. La sólida secuencia estratigráfica sugiere varios milenios de actividad, retrotrayéndose posiblemente hasta el Mesolítico.
El estrato III, nivel de ocupación más antiguo, datado en el Neolítico precerámico A (PPNA, por sus siglas en inglés) comenzaría hacia el 9000 a. C., y contiene pilares monolíticos enlazados entre sí por toscos muros que forman estructuras circulares u ovales. Hasta ahora se han descubierto cuatro construcciones de este tipo, que miden entre 10 y 30 metros de diámetro. Pero los reconocimientos geofísicos indican la existencia de 16 estructuras más.
El estrato II, datado en el Neolítico precerámico B o PPNB, entre 7500-6000 a. C., reveló restos de varias habitaciones adyacentes de forma rectangular con pavimentos de cal pulimentada, que recuerdan los suelos de opus signinum de la Antigua Roma. El nivel más reciente consiste en sedimentos depositados como resultado de la actividad agrícola.

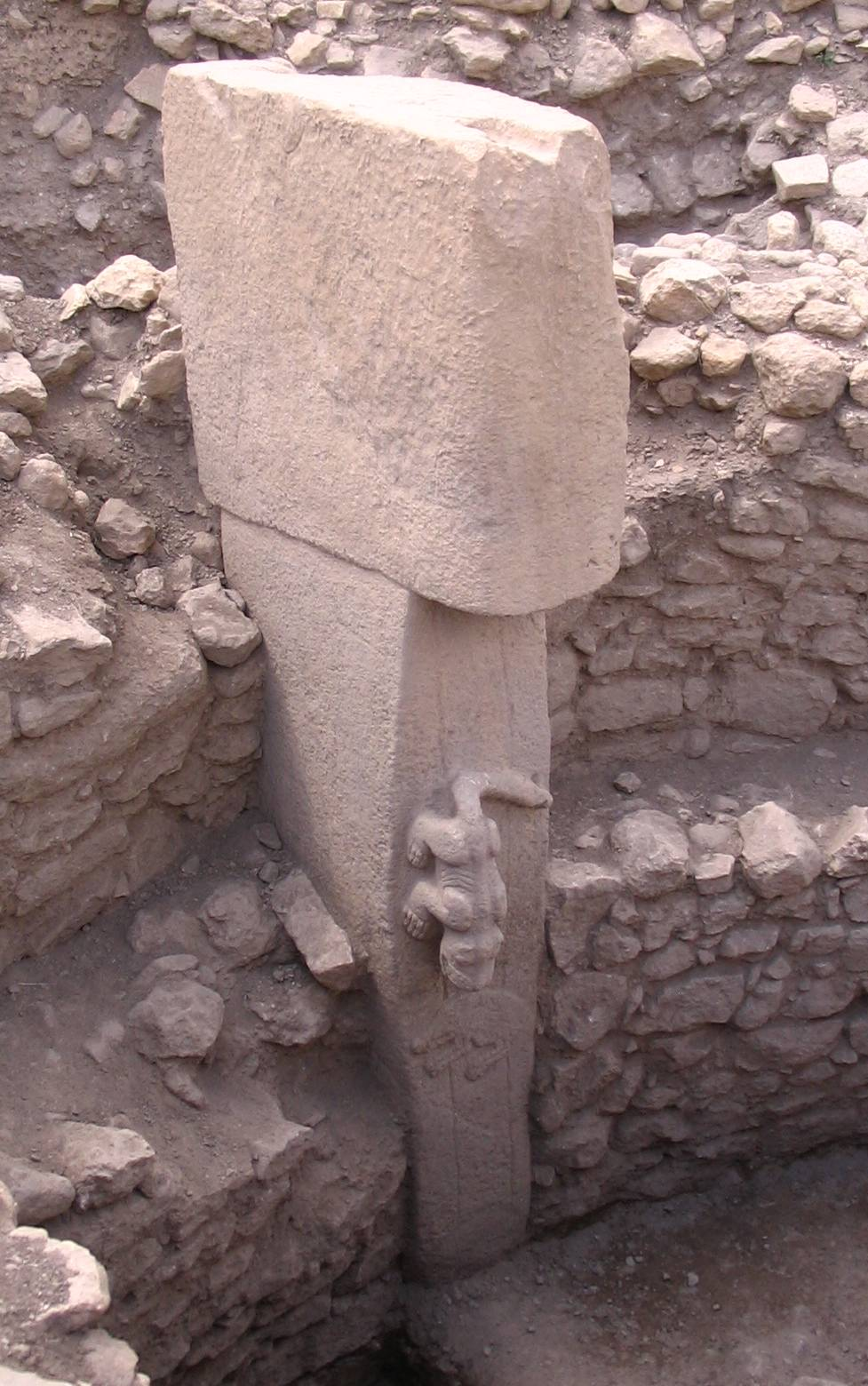
Predador de larga cola (¿un cocodrilo?), grabado en altorrelieve en el mismo bloque de roca que lo soporta.

Los monolitos están decorados con relieves tallados de animales y de pictogramas abstractos. Estos pictogramas pueden representar lo que se interpreta habitualmente como símbolos sagrados, similares a los que en otras partes aparecen pintados en cuevas también neolíticas. Estos relieves figurativos, cuidadosamente esculpidos, representan leones, toros, jabalíes, zorros, gacelas, asnos, serpientes y otros reptiles, insectos, arácnidos y pájaros, especialmente buitres y aves acuáticas. En la época en que el santuario fue construido, el medio circundante era probablemente mucho más lozano que en la actualidad, siendo capaz de sostener gran variedad de vida salvaje; eso fue antes de que los muchos milenios de asentamientos humanos y la agricultura la convirtieran en la polvorienta región que es ahora.
Los buitres son también característicos de la iconografía de yacimientos neolíticos como Çatalhöyük y Jericó; se supone que en las culturas tempranas del Neolítico de Anatolia y el Próximo Oriente se exponía a los difuntos al aire libre de manera deliberada para que fuesen descarnados por los buitres y otras rapaces. La cabeza del difunto a veces era separada del cuerpo y preservada aparte, quizás como un signo de culto a los ancestros. Esto podría representar una temprana forma de entierro a cielo abierto, como todavía hoy lo practican los budistas en Tíbet y los zoroastrianos en India.

Se han descubierto pocas formas humanoides en Göbekli Tepe: entre ellas encontramos un relieve que representa a una mujer desnuda, en postura frontal y agachada, que Schmidt relaciona con las figurillas pertenecientes al Neolítico del norte de África y conocidas como Venus accueillante. También aparece al menos un cuerpo decapitado rodeado por buitres. En algunas de estas columnas en forma de T hay brazos grabados que podrían representar humanos estilizados o seres antropomorfos. En otro caso encontramos una decoración de manos humanas que podría interpretarse como un ademán de oración, con una simple estola grabada en la parte de encima; el conjunto ha sido propuesto como la representación de unos sacerdotes en un templo.

## Datación
Hay un cierto número de dataciones por radiocarbono presentadas con una desviación estándar de errores y calibraciones a. C.:
| Número Lab. | Fecha a. C. | Cal a. C. | Contexto  |
| ----------- | ----------- | --------- | --------- |
| Ua-19561    | 8430 ± 80   | 7560–7370 | recinto C |
| Ua-19562    | 8960 ± 85   | 8280–7970 | recinto B |
| Hd-20025    | 9452 ± 73   | 9110–8620 | nivel III |
| Hd-20036    | 9559 ± 53   | 9130–8800 | nivel III |

Las muestras Hd proceden de carbones vegetales de los niveles más bajos del yacimiento y servirían para datar la fase activa de ocupación. Las muestras Ua proceden de capas de carbonatos formativos depositados encima de los pilares y únicamente indican fechas posteriores al abandono del lugar, el terminus ante quem.

## La arquitectura que conlleva Göbekli Tepe
Las casas o templos son edificios megalíticos redondos. Los muros están hechos de piedra seca sin trabajar e incluyen numerosos pilares monolíticos de piedra caliza en forma de T con más de tres metros de altura. Otro par de columnas más grande aparece emplazado en el centro de las estructuras. Hay evidencias de que las estructuras estaban techadas: el par central pudo haber soportado el tejado. Las prospecciones geomagnéticas indican que debe de haber unos 200 pilares. Los pisos estaban hechos de terrazo (cal pulida) y hay un banco bajo adosado alrededor de todo el muro exterior.

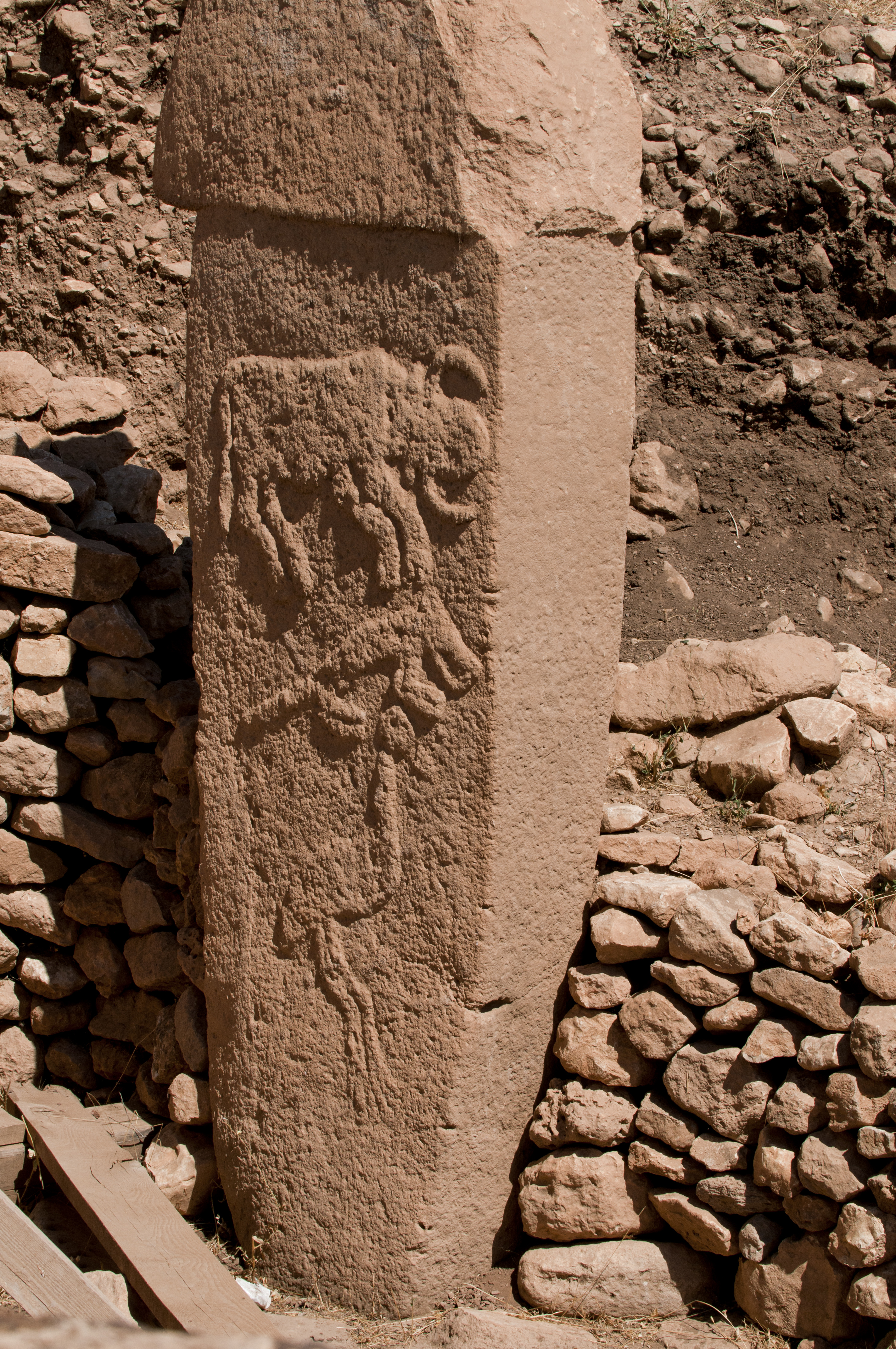
Pilar monolítico con bajorrelieves que representan un toro, un ¿zorro? y un ave acuática.

Los relieves de los pilares incluyen zorros, leones, jabalíes, asnos salvajes, garzas, patos, escorpiones, hormigas, arañas, muchas serpientes y unas pocas figuras antropomorfas. Algunos de estos relieves han sido borrados deliberadamente, puede que como preparación para superponer sobre ellos nuevos diseños. Hay también esculturas exentas que podrían representar jabalíes o zorros, aunque, como están muy incrustadas de cal, es difícil decirlo. También han sido descubiertas estatuas similares en Nevalı Çori y Nahal Hemar.
Las canteras de las estatuas han sido localizadas en la misma meseta; algunas columnas inacabadas han sido descubiertas allí mismo, in situ. La columna inacabada más grande mide 6,9 metros de largo, pero ha sido reconstruida con un total de 9 metros. Es mucho mayor que cualquiera de los pilares acabados encontrados hasta ahora. La roca fue extraída con picos de piedra. Las depresiones cóncavas que aparecen en la roca caliza han podido ser utilizadas como morteros o para hacer fuego durante el período anterior, el Mesolítico. También hay algunos diseños geométricos y falos grabados en la roca, pero su datación resulta incierta.
Aunque las estructuras son, sobre todo, templos, recientemente han sido descubiertos pequeños edificios domésticos. A pesar de esto, queda claro que el uso primario del yacimiento fue ritual y no doméstico. Schmidt considera esta «catedral en la colina» como un lugar de peregrinación que atraía devotos desde más de ciento cincuenta kilómetros de distancia. El gran número de huesos con cortes y desgarramientos encontrados, de especies locales como ciervos, gacelas, jabalíes y gansos han sido identificados como desperdicios derivados de su caza y preparación, más que procedentes de banquetes rituales.
El lugar fue deliberadamente abandonado en algún momento después del 8000 a. C.: los edificios fueron cubiertos con desechos de un asentamiento, que pudieron ser traídos de cualquier otra parte. En estos depósitos se incluyen herramientas de sílex tales como rascadores y puntas de flecha, así como huesos de animales. El inventario lítico está caracterizado por puntas de Biblos y numerosas puntas Nemrik, así como puntas Helwan y puntas Aswad.

## Economía
Aunque los inicios del yacimiento pertenecen formalmente al Neolítico precerámico A (PPNA), hasta ahora no se han encontrado trazas de plantas o animales domesticados. Sus habitantes posiblemente eran cazadores-recolectores que, no obstante, vivirían en aldeas por lo menos una parte del año. Schmidt especula con que el lugar jugó un papel clave en la transición a la agricultura, asumiendo que la organización social necesaria para la creación de tales estructuras iría ligada a la explotación organizada de productos vegetales salvajes. Para asegurar la subsistencia, puede que los cereales salvajes hayan sido utilizados más intensivamente que en épocas anteriores; quizás incluso eran cultivados deliberadamente. Análisis recientes del ADN de nuestro moderno trigo doméstico comparado con el del trigo salvaje han mostrado que este ADN es muy cercano en su estructura al trigo salvaje encontrado en el monte Karaca (Karacadag), a unos 30 kilómetros del yacimiento, llegándose a la conclusión de que fue allí donde el trigo moderno fue domesticado por primera vez.
Schmidt considera Göbekli Tepe como un lugar central del culto a los muertos, sugiriendo que los animales esculpidos estarían allí para proteger a los difuntos. Aunque no se han encontrado tumbas ni enterramientos, Schmidt cree que están todavía por descubrir debajo de los suelos de los círculos sagrados. Asimismo, interpreta esto en el contexto de las etapas iniciales de un incipiente Neolítico. Göbekli Tepe es solo uno de los muchos sitios neolíticos en las cercanías del Karacadag, una de las áreas nucleares donde los investigadores creen que comenzó a gestarse la denominada revolución neolítica (los inicios del cultivo de cereales). Tanto Schmidt como otros creen que grupos móviles de esta área se vieron forzados a cooperar entre ellos para proteger las primitivas concentraciones de cereales silvestres de los rebaños de animales como las gacelas y los onagros (asnos salvajes). Este esfuerzo pudo conducir a la creación de una incipiente organización social de varios grupos en la región de Göbekli Tepe. Así, de acuerdo con Schmidt, el Neolítico no comenzaría a pequeña escala, en la forma de casos particulares de cultivo de huertos, sino que arrancó inmediatamente como una organización social de grandes proporciones («una revolución a escala total»).

## Contexto cronológico
Todas las conclusiones acerca de este yacimiento han de ser consideradas preliminares, ya que hasta ahora solamente ha sido excavado alrededor de un 5 % de su área total. Los niveles de suelo han sido alcanzados solo en el segundo complejo (complejo B), apareciendo también un piso tipo terraza. Schmidt cree que la excavación puede continuar durante otros cincuenta años y que «apenas ha arañado la superficie».

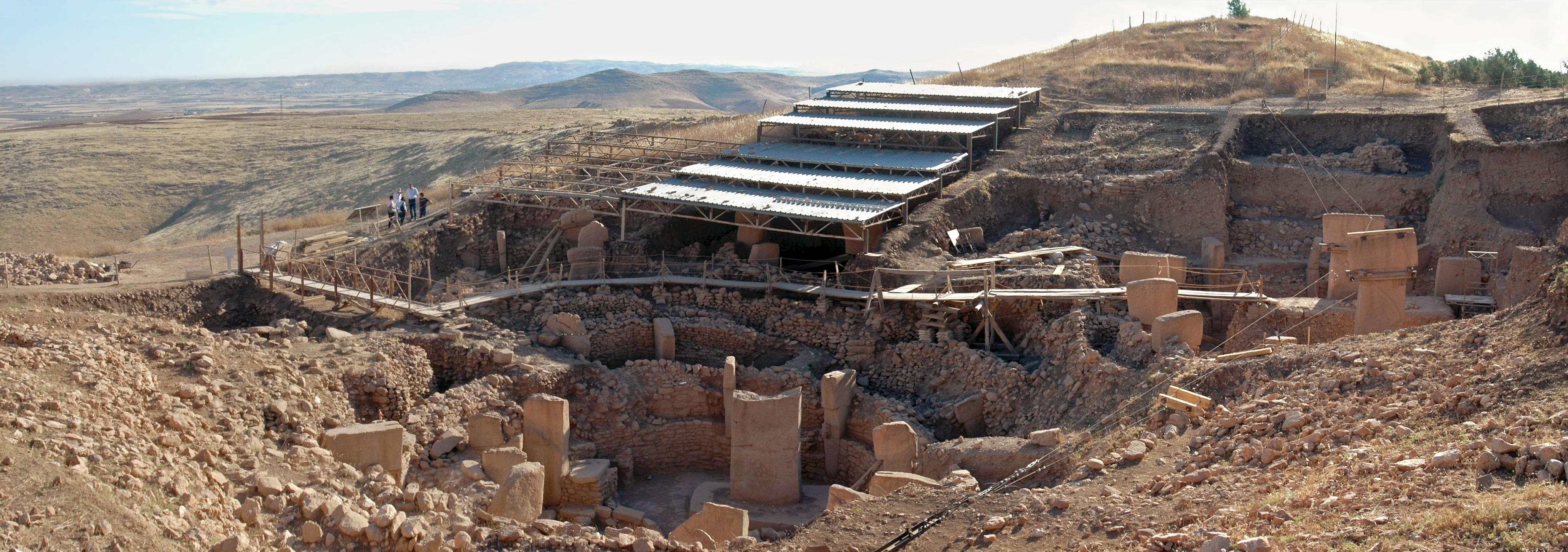
Panorámica del área excavada en 2010 desde el sur.

Hasta ahora las excavaciones han revelado muy débiles evidencias de usos residenciales.
El estrato III ha sido fijado circa 9000 a. C., gracias al método del radiocarbono (ver más arriba), aunque el inicio de la ocupación del lugar ha sido estimada hacia 11000 a. C. o incluso antes.
El estrato II dataría de casi el 7500 a. C.
Así pues, estas estructuras no solo se anticiparían a la invención de la cerámica, la metalurgia, la escritura o la rueda, sino que fueron levantadas antes de la denominada Revolución neolítica, el comienzo de una economía agrícola y ganadera sobre el 9000 a. C. Pero la construcción de Göbekli Tepe implica una organización a un nivel de complejidad no asociado, hasta ahora, con las sociedades pre-neolíticas. Los arqueólogos estiman que fueron necesarias más de quinientas personas para extraer estas columnas de entre 10 y 20 toneladas (aunque algunas pesan más de 50) de las canteras locales, y moverlas entre 100 y 500 metros hasta el yacimiento. El arqueólogo Ofer Ben-Yosef, de Harvard, dijo que él no se habría sorprendido si las evidencias superficiales mostraran que había estado implicada mano de obra esclava, lo cual representaría la primera constatación de que las comunidades de cazadores-recolectores (tradicionalmente consideradas igualitarias) practicaban la esclavitud. Es creencia generalizada que una élite de líderes religiosos supervisaría los trabajos y después controlaría cualquier ceremonia que tuviera lugar allí. Así, esta podría ser la más antigua evidencia conocida de una casta sacerdotal, anterior a la aparición de cualquier otra distinción social en el Próximo Oriente.
Alrededor del inicio del VIII milenio a. C. la «colina panzuda» perdió su importancia. La incorporación plena de la región a la economía agrícola-ganadera permitió la aparición de nuevas realidades para sus habitantes y el «zoo de la edad de piedra» (como Schmidt lo denomina) representado en los pilares, aparentemente perdió cualquier significado que pudiera haber tenido para las antiguas comunidades forrajeadoras de la región. El complejo no fue simplemente abandonado y olvidado para ser gradualmente destruido por los elementos, sino que fue enterrado deliberadamente bajo 300-500 metros cúbicos de tierra. El porqué de este comportamiento no lo conocemos, pero preservó los monumentos para la posteridad.

## Interpretación e importancia

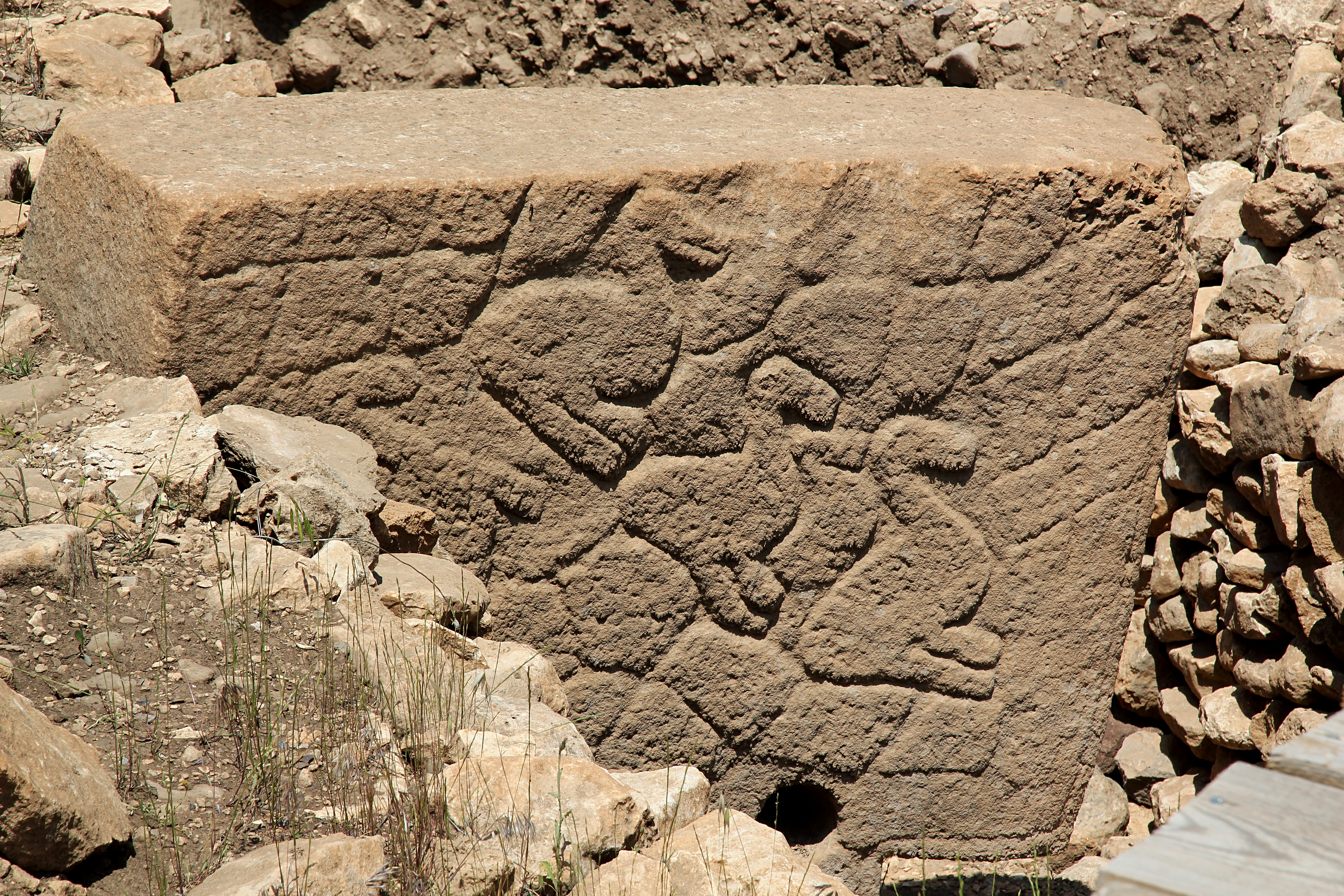
Monolito con relieves de posibles aves acuáticas.

Göbekli Tepe es visto como un descubrimiento arqueológico de la mayor importancia, a partir del cual cambia profundamente nuestra comprensión de una etapa crucial en el desarrollo de las sociedades humanas. Parece ser que la construcción de complejos monumentales estaba entre las capacidades de los cazadores-recolectores y no solamente entre las comunidades sedentarias de agricultores, como se había asumido anteriormente. En otras palabras, como su excavador Klaus Schmidt estima: «Primero llegó el templo, después la ciudad». Esta revolucionaria hipótesis podrá ser apoyada o modificada por futuras investigaciones.
Este lugar es único y no solo por sus grandes dimensiones, sino también por la existencia de múltiples capillas columnadas pegadas las unas a las otras. No hay complejos monumentales comparables para esta época. Nevalı Çori, un asentamiento neolítico bien conocido y también excavado por el Instituto Alemán de Arqueología, sumergido por la presa Atatürk desde 1992, es 500 años más tardío, sus pilares en forma de T son mucho más pequeños y sus capillas estaban al lado de la aldea. La casi contemporánea arquitectura de Jericó está desprovista de mérito artístico o de esculturas de gran tamaño. Y Çatalhöyük, posiblemente el más famoso de los asentamientos neolíticos de Anatolia, es unos 2000 años posterior.
Schmidt está ocupado con ciertas especulaciones relativas a los sistemas de creencias de los grupos que crearon Göbekli Tepe, basándose en comparaciones con otras capillas y asentamientos. Supone que se daban prácticas chamánicas y sugiere que las columnas en forma de T podrían representar criaturas míticas, quizás ancestros, considerando que, para él, unas creencias en dioses completamente articuladas solamente se desarrollarían más tarde en Mesopotamia, asociadas a extensos templos y palacios. Encontraría correspondencias con una antigua creencia sumeria según la cual la agricultura, la ganadería y el tejido de fibras fue entregado a la humanidad en la sagrada montaña Du-Ku, donde habitaban las deidades Annuna, dioses muy antiguos sin nombres individuales. Klaus Schmidt identifica esta historia como un mito primitivo oriental que preservaría una memoria parcial del Neolítico. Aparentemente, los animales y otras imágenes no proporcionan indicación alguna de violencia organizada; no hay representaciones de cacerías o de animales heridos, y los relieves de los pilares ignoran especies como el ciervo, de las cuales subsiste mayoritariamente la sociedad, en favor de criaturas temibles como leones, serpientes, arañas o escorpiones.
Actualmente Göbekli Tepe suscita más preguntas a los arqueólogos y prehistoriadores que respuestas ofrece. No sabemos cómo un grupo humano tan grande como para construir, aumentar y mantener este considerable complejo fue movilizado y pagado o alimentado en las condiciones sociales previas al Neolítico. No podemos «leer» los pictogramas y no sabemos realmente qué significaban los relieves animales para los visitantes del lugar; la variedad de fauna descrita, desde leones y jabalíes hasta pájaros e insectos, hace problemática una única explicación. Al haber muy poca o ninguna evidencia de hábitat y siendo predadores la mayoría de los animales grabados en las piedras, estas han podido ser concebidas para conjurar demonios a través de alguna forma de representación mágica. Alternativamente, podrían haber servido como tótems. No se sabe por qué fueron añadidos más y más muros en los interiores mientras fue utilizado el santuario, con el resultado de que algunas de las columnas grabadas quedaron escondidas de la vista. Puede que en el lugar fuera enterrada gente o que no. La razón por la que el complejo fue finalmente enterrado permanece sin explicación. Así que, concluyendo: mientras que no se acumulen más evidencias será muy difícil deducir nada realmente cierto acerca de la cultura que originó este yacimiento.

### La hipótesis más reciente
En octubre de 2011 el profesor E. B. Banning, de la Universidad de Toronto, planteó en un extenso trabajo algo radicalmente distinto: que los edificios pudieran no ser templos, sino un complejo de viviendas que incluyeran algún tipo de referencia ceremonial. Sostiene que fueron grandes casas comunales «similares en algún modo a las grandes casas de tablones de madera en la costa noroeste de América del Norte, con sus impresionantes postes y sus tótem». Esta hipótesis no está exenta de problemas y conducirá sin duda a nuevos debates.